# Stasiopfer
Als Stasiopfer werden Personen bezeichnet, deren Leben, Gesundheit, persönliche Freiheit oder Eigentum aufgrund politischer Verfolgung durch Maßnahmen des Ministeriums für Staatssicherheit oder ihrer Folgen in der Zeit der DDR zu Unrecht beeinträchtigt wurde.

## Stasi-Unrecht
Als Unrechtsmaßnahme sind eindeutig alle Fälle anzusehen, in denen gegen Recht oder die Verfassung der Deutschen Demokratischen Republik verstoßen wurde. In der Regel werden auch solche Maßnahmen als Unrecht bezeichnet, die gegen die Menschenrechte verstoßen.
Im Übrigen ist die Einschätzung zum Teil schwierig, insbesondere bei einigen Maßnahmen zur „Zersetzung“, Stasi-Jargon für psychologische Unterdrückung und Zerstörung der Persönlichkeit. Das Ministerium für Staatssicherheit bediente sich teilweise einerseits nach DDR-Verständnis formalrechtlich zulässiger Mittel, andererseits nahm es auch Einfluss auf Personen auf Leitungsebene, die ihrerseits – formal rechtmäßig – den Betroffenen Schaden zufügen konnten, indem sie beispielsweise eine Wohnraumzuweisung verweigerten, die Fahrerlaubnis entzogen oder das Arbeitsverhältnis kündigten.
Schon die Weigerung, als IM tätig zu werden, oder die Ablehnung der Mitgliedschaft in einer gesellschaftlichen Organisation der DDR, wie der SED oder auch nur der Gesellschaft für Deutsch-Sowjetische Freundschaft, konnte die beschriebenen Nachteile einleiten.
Im Ergebnis wurden die betroffenen Personen geschädigt durch Verleumdung, Berufsverbot, Einschränkung des Rechts auf Bildung, Exmatrikulation, Ortsverweise, Verdienstabzug (durch Weisung in den Betrieben), Beeinflussung von Gerichtsverfahren (Rechtsbeugung), aber auch durch Zerstörung privater Beziehungen, gesellschaftliche Isolation oder Zersetzung bis zur Inkaufnahme des Suizids.
Unrecht wurde auch ausgeübt als Reaktion auf eine gescheiterte Flucht aus der DDR, einen Ausreiseantrag oder als allgemeine Verfolgung aus politischen Gründen u. a. in Form von Enteignung oder schlechten Haftbedingungen. Auch das staatlich organisierte Doping von Sportlern kann man, insbesondere bei Jugendlichen, als SED-Unrecht auffassen.

## Stasi-Gefängnisse
Das Ministerium für Staatssicherheit hatte eigene Untersuchungshaftanstalten in allen Bezirken der DDR. Darüber hinaus verfügte es über die Kontrolle von Strafhaftanstalten. Beispiele sind die Gefängnisse in Bützow, Brandenburg (Zuchthaus Brandenburg), Berlin (Gedenkstätte Berlin-Hohenschönhausen), Halle (Roter Ochse), Cottbus (Menschenrechtszentrum), Bautzen (Gelbes Elend), Chemnitz (Haftanstalt Chemnitz) und in Hoheneck (Gefängnis Hoheneck). Betroffene aus diesen Gefängnissen haben über Zustände und Verhörpraktiken berichtet, die als Folter gewertet werden. Da jedoch keine äußeren Spuren von diesen Praktiken zu sehen waren und die Betroffenen stattdessen psychologische Schäden (Traumata) davontrugen, werden diese Verhörmethoden auch als Weiße Folter bezeichnet.

## Rehabilitierung
Unter dem Stichwort „Rehabilitierung“ steht im Artikel 17 des am 31. August 1990 geschlossenen Einigungsvertrages:
„Die Vertragsparteien bekräftigen ihre Absicht, daß unverzüglich eine gesetzliche Grundlage dafür geschaffen wird, daß alle Personen rehabilitiert werden können, die Opfer einer politisch motivierten Strafverfolgungsmaßnahme oder sonst einer rechtsstaats- und verfassungswidrigen gerichtlichen Entscheidung geworden sind. Die Rehabilitierung dieser Opfer des SED-Unrechts-Regimes ist mit einer angemessenen Entschädigungsregelung zu verbinden.“
Nach der Wiedervereinigung hat die Bundesrepublik Deutschland vier Rehabilitierungsgesetze erlassen.

### Strafrechtliches Rehabilitierungsgesetz
Das 1992 in Kraft getretene Erste Gesetz zur Bereinigung von SED-Unrecht – Erstes SED-Unrechtsbereinigungsgesetz enthält Regelungen zur Aufhebung grob rechtsstaatswidriger Strafmaßnahmen und Freiheitsentziehungen. An die strafrechtliche Rehabilitierung sind soziale Ausgleichsleistungen (Kapitalentschädigung, Opferrente, Versorgungsleistungen nach dem Bundesentschädigungsgesetz) geknüpft.
Das Strafrechtliche Rehabilitierungsgesetz wurde 2007 mit dem Dritten SED-Unrechtsbereinigungsgesetz novelliert und in § 17a StrRehaG eine besondere Zuwendung für Haftopfer (Opferrente) eingeführt. Sie beträgt 330 € monatlich für zwischen 8. Mai 1945 und der Wiedervereinigung unrechtmäßig Inhaftierte, sofern sie mindestens 90 Tage Haft erlitten haben und in ihrer wirtschaftlichen Lage besonders beeinträchtigt sind. Berechtigte gelten als in ihrer wirtschaftlichen Lage besonders beeinträchtigt, wenn das Einkommen bei alleinstehenden Berechtigten das Dreifache, bei verheirateten oder in Lebenspartnerschaft lebenden Berechtigten sowie in eheähnlicher oder in lebenspartnerschaftsähnlicher Gemeinschaft lebenden Berechtigten das Vierfache der Regelbedarfsstufe 1 nach der Anlage zu § 28 des Zwölften Buches Sozialgesetzbuch nicht übersteigt. Der Anspruch auf die besondere Zuwendung für Haftopfer ist unpfändbar.

### Verwaltungsrechtliches und Berufliches Rehabilitierungsgesetz
Das Zweite SED-Unrechtsbereinigungsgesetz umfasst das Gesetz über die Aufhebung rechtsstaatswidriger Verwaltungsentscheidungen im Beitrittsgebiet und die daran anknüpfenden Folgeansprüche und das Gesetz über den Ausgleich beruflicher Benachteiligungen für Opfer politischer Verfolgung im Beitrittsgebiet vom 23. Juni 1994.
Mit dem Vierten Gesetz zur Verbesserung rehabilitierungsrechtlicher Vorschriften wurden die Antragsfristen nach dem Strafrechtlichen, dem Verwaltungsrechtlichen und dem Beruflichen Rehabilitierungsgesetz bis zum 31. Dezember 2019 bzw. 2020 verlängert und ein anrechnungsfreier Kinderfreibetrag eingeführt.

### Statistik
Bis zum 31. Dezember 2016 wurden bundesweit 81.224 Opferrenten beantragt, davon 43.763 Anträge bewilligt. Die Ausgaben für gezahlte Opferrenten beliefen sich zum 31. Dezember 2016 auf über 1,4 Mrd. Euro.

## Diskussion
Die politische und juristische Diskussion über die Tätigkeit des Ministeriums für Staatssicherheit und dessen Opfer wird sehr emotional geführt. Teils werden die Maßnahmen des Ministeriums für Staatssicherheit als Recht eines souveränen Staates verteidigt, teils wird die DDR mit dem Naziregime gleichgesetzt. Dieser Thematik ist in dem Buch Das Schwarzbuch des Kommunismus ein eigener Abschnitt gewidmet.
Die Rehabilitierungsgesetze erfassen nach Darstellung der Opferverbände die Nachteile, die Stasi-Opfer erlitten haben, nur unvollkommen und sind deshalb weiterhin Gegenstand politischer Diskussionen. Beispielsweise werde eine zu Unrecht erlittene Haft oder ein Berufsverbot bzw. Einkommensminderung bei der Rentenberechnung nicht berücksichtigt mit der Folge, dass Betroffene jetzt unter der Armutsgrenze leben, während Mitarbeiter des Ministeriums für Staatssicherheit Rente entsprechend ihrem DDR-Verdienst erhalten. Auch die 2007 in das Strafrechtliche Rehabilitierungsgesetz eingefügten Regelungen zur Opferrente reichten noch nicht aus.

## Weitere Beispiele
- Die Waldheimer Prozesse 1950, bei denen mehrere Tausend Menschen wegen NS-Verbrechen verurteilt wurden, entsprachen nicht rechtsstaatlichen Grundsätzen.
- In der Aktion Rose 1953 wurden zahlreiche Unternehmer enteignet und teilweise inhaftiert.
- In der Aktion Ungeziefer 1952 und Folgemaßnahmen wurden Bewohner aus den Sperrgebieten der innerdeutschen Grenze umgesiedelt.
- Aus heute gängiger Sicht praktizierte die DDR politische Haft.